# Nexans Hannover

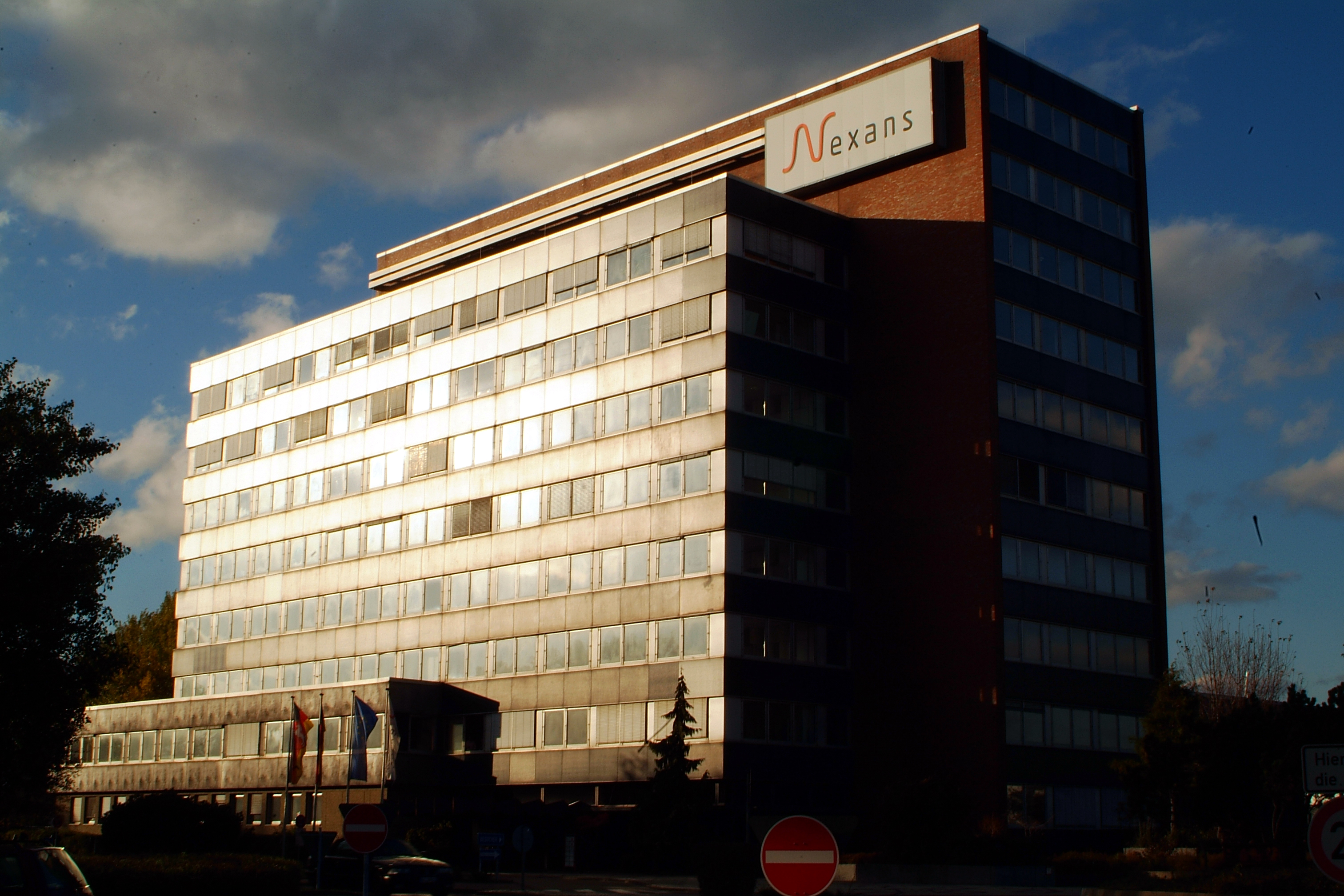
Verwaltungsgebäude in Hannover

Nexans Hannover ist ein Standort  des französischen Konzerns Nexans im Stadtteil Brink–Hafen in Hannover, der bis Ende 2019 Kabel für die elektrische Energieversorgung (Mittel-, Hoch- und Höchstspannungskabel) herstellte.  Der Standort geht auf die 1900 in Hannover gegründete Hackethal-Draht-Gesellschaft mbH zurück. Durch zahlreiche Verkäufe und Fusionen firmierte der Standort in Hannover unter einer Vielzahl von Namen. Die wichtigsten waren: Hackethal Draht- und Kabelwerke AG, Kabel- und Metallwerke AG (kabelmetal), kabelmetal electro GmbH, Alcatel Deutschland GmbH und seit dem Jahr 2000 Nexans. Der höchste Beschäftigungsstand des Werkes war mit über 1800 Beschäftigten im Jahr 1991 zu verzeichnen.

## Geschichte von 1900 bis 1945
In Hannover haben Louis Hackethal und Jakob Berliner eng zusammengearbeitet. Auf der Grundlage der  Patente von Louis Hackethal gründeten im Jahr 1900 die Brüder Jacob, Emil und Joseph Berliner die Hackethal-Draht-Gesellschaft mbH in Hannover. Louis Hackethal wurde Mitgesellschafter zur finanziellen Absicherung und zur Weiterentwicklung seiner Erfindungen, u. a. dem sog. Hackethal-Draht. Schwerpunkt war die Produktion von isolierten und ummantelten Kabeln für das Telefon- und Fernmeldewesen. 1906 wurde der Standort in Hannover, Brink-Hafen am heutigen Kabelkamp aufgebaut. Das Unternehmen stieg innerhalb von 30 Jahren zu einem der bedeutendsten Kabelwerke Europas auf. 1936 übernahm der Konzern Gutehoffnungshütte mehr als 50 % der Unternehmensanteile. Erst gegen Ende des Zweiten Weltkrieges wurde das Unternehmen in die Rüstungsproduktion eingegliedert. Auf dem Betriebsgelände existierten zwei Unternehmen: die „Widerstand“ mit ca. 1000 Beschäftigten und Hackethal mit ca. 500 Beschäftigten. In beiden Betrieben wurden Rüstungsgüter mit einer erheblichen Anzahl von Zwangsarbeitern  aus der Sowjetunion, Frankreich und Polen produziert. Sie waren in Gefangenenlagern in der Nähe des Werkes untergebracht.
Während der Luftangriffe auf Hannover wurden die Produktionsanlagen zu ca. 70 % zerstört.

## Geschichte von 1945 bis 2022
Nach dem Einmarsch amerikanischer Truppen in Hannover im April 1945 wurde das Werk von den dort beschäftigten sowjetischen Kriegsgefangenen für mehrere Wochen besetzt. Sie beabsichtigten ursprünglich die restlichen Produktionsanlagen zu zerstören. Der  erste Betriebsratsvorsitzende Alfred Schliwin war Mitglied der KPD und konnte die Zwangsarbeiter überzeugen, keine Produktionsanlagen zu zerstören. Da noch Bestände von Aluminiumblechen existierten, wurde nach Abschluss der Aufräumarbeiten zunächst mit der Produktion von Kochtöpfen, Küchensieben, Schaumkellen, Lockenwicklern, Dynamodrähten und Rillenfahrdrähten für die Straßenbahn begonnen. Nach dem erfolgreichen Bode-Panzer-Streik der IG Metall in Hannover konnte am 19. Dezember 1946 eine Betriebsvereinbarung zwischen der Unternehmensleitung und dem Betriebsrat der Hackethal Draht- und Kabelwerke GmbH vereinbart werden. 1946 wurde das Werk von der Demontageliste gestrichen. Anschließend wurde die Produktion von Kabeln für das Telefon- und Fernmeldewesen wieder aufgenommen und erlebte einen rasanten Aufstieg. Im Jahr 1965 waren ca. 3000 Menschen am Standort Hannover beschäftigt. Zusätzlich erfolgte die Produktion von Hochfrequenzkabeln und Richtfunkanlagen.
1967 fusionierten zwei Tochtergesellschaften der „Gutehoffnungshütte“ (GHH), die Osnabrücker Kupfer- und Drahtwerke (OKD) und die Hackethal AG zur „Kabel- und Metallwerke AG“, kurz kabelmetal. Der Unternehmensname ist aus der auf 10 Stellen begrenzten Telegraphenadresse „kabelmetal“ abgeleitet. Im Rahmen eines Sanierungskonzeptes trennte sich die Gutehoffnungshütte von den Metall- und Elektroaktivitäten. Im Jahr 1981 wurde die kabelmetal electro GmbH verselbstständigt. Dieses Unternehmen hatte Standorte in Hannover, Nürnberg, Osnabrück, Schladern, Floss, Kuppenheim und Stadthagen. 
Aus den ursprünglichen Betrieben wurden mehrere rechtlich selbstständige Gesellschaften ausgegründet: ke-Kommunikations-Elektronik GmbH (heute DZS GmbH), ke-Rohrsysteme und Umwelttechnik GmbH (heute Brugg Rohrsysteme GmbH in Wunstorf), Alcatel Cable Contracting GmbH, der Trommelbau mit anschließenden Verkauf an die Fa. Hildebrandt. Ende der 1990er Jahre erfolgte die Ausgründung der RFS (Radio Frequency Systems), die bis heute am Standort produziert. In den Jahren 1991 bis 1999 wurden in Hannover 700 Arbeitsplätze abgebaut: Von 1845 Arbeitsplätzen (1991) auf 1145 (1999).
Im Oktober 2000 wurde die Energiekabelsparte aus dem Alcatel-Konzern im Wege eines Börsengangs ein rechtlich eigenständiger Konzern: Nexans mit dem Firmensitz in Paris.
Im Jahr 2005 kam es im Werk Hannover zu einem Tarifkonflikt. Die Unternehmensleitung versuchte aus dem Flächentarifvertrag für die Metall- und Elektroindustrie auszusteigen, in dem sie anstatt mit der IG Metall mit der sog. "Christlichen Gewerkschaft Metall (CGM) einen Tarifvertrag mit für die Beschäftigten schlechteren Bedingungen abschloss. Da die CGM im Betrieb keine Mitglieder hatte, kam es zu Protestaktionen der IG Metall, des Betriebsrates und der Belegschaft. Am 7. November kam es in Hannover und den anderen Standorten zu ganztägigen Arbeitsniederlegungen. Nach diesen Protestaktionen erklärte die Unternehmensleitung den Tarifvertrag mit der CGM für "nicht anwendbar" und wandte weiterhin den Flächentarifvertrag an.
2019 erklärte Nexans, dass der Standort Hannover geschlossen wird. 400 Beschäftigte verloren ihren Arbeitsplatz.
Im September 2022 wurde das Hauptgebäude endgültig abgerissen, danach wurde ein Bomben-Blindgänger auf dem Gelände gefunden, welcher kurze Zeit später bei einer Bombenräumung entschärft wurde.

## Situation 2022
Nach der Schließung der Kabelproduktion im Jahr 2019 befinden sich am Standort Hannover noch ca. 70 Beschäftigte von Nexans in den Bereichen Service und Maschinenbau sowie 230 Beschäftigte bei RFS (Radio Frequency Systems).